# الهجرة (المريسي)

تعديل مصدري - تعديل

الهجرة محلة تابعة لقرية شعب المريسي، التابعة لعزلة شعب المريسي بمديرية النادرة إحدى مديريات محافظة إب في الجمهورية اليمنية، بلغ تعداد سكانها 54 حسب تعداد اليمن لعام 2004.